# 11689 Frankxu
1998 FA56 är en asteroid i huvudbältet som upptäcktes den 20 mars 1998 av LINEAR i Socorro County, New Mexico. Den är uppkallad efter Frank Z. Xu.
Asteroiden har en diameter på ungefär 4 kilometer och den tillhör asteroidgruppen Maria.